# Pedro Antonio Fernández de Castro
Pedro Antonio Fernández de Castro Andrade y Portugal, décimo conde de Lemos, marqués de Sarria, y duque of Taurisano, španski plemič, vojskovodja in politik, * 1634, Madrid, † 6. december 1672, Lima.
Castro je bil podkralj Peruja med 21. novembrom 1667 do svoje smrti.